# Sibunag
Sibunag è una municipalità di quinta classe delle Filippine, situata nella provincia di Guimaras, nella regione del Visayas Occidentale.
Sibunag è formata da 14 baranggay:
- Alegria
- Ayangan
- Bubog
- Concordia Norte
- Dasal
- Inampologan
- Maabay
- Millan
- Oracon Norte
- Ravina
- Sabang
- San Isidro
- Sebaste
- Tanglad